# Abdullah El-Sawy
Abdullah El-Sawy (arabisch عبد الله الصاوي, DMG ʿAbd Allāh aṣ-Ṣāwī; * 26. Oktober 1971 in Tanta) ist ein ehemaliger ägyptischer Fußballspieler.

## Karriere

### Klub
Er begann seine Karriere in der Jugend des Tanta SC und rückte später zur Saison 1989/90 auch in deren erste Mannschaft vor. Zur Saison 1994/95 wechselte er dann weiter zum El Qanah FC, wo er nochmal drei Spielzeiten aktiv war. In seiner ersten Spielzeit sicherte er sich den geteilten Titel des Torschützenkönigs dieser Ligasaison. In der Spielzeit 1997/98 spielte er dann für al-Mokawloon al-Arab und in der Spielzeit 1998/99 für den Baladeyet El-Mahalla. Anschließend ließ er seine Karriere beim Tanta SC ausklingen und beendete diese nach der Saison 1999/2000.

### Nationalmannschaft
Er hatte sein Debüt für die ägyptische Nationalmannschaft am 26. März 1996 bei einem 1:1-Freundschaftsspiel gegen den Libanon. Im Laufe des Jahres wurde er dann noch in weiteren Freundschafts- als auch Qualifikationsspielen für den Afrika-Cup 1996 eingesetzt. Nach diesem Jahr erhielt er aber keine Einsätze in der Nationalmannschaft mehr.